# دنیس بیریکوف

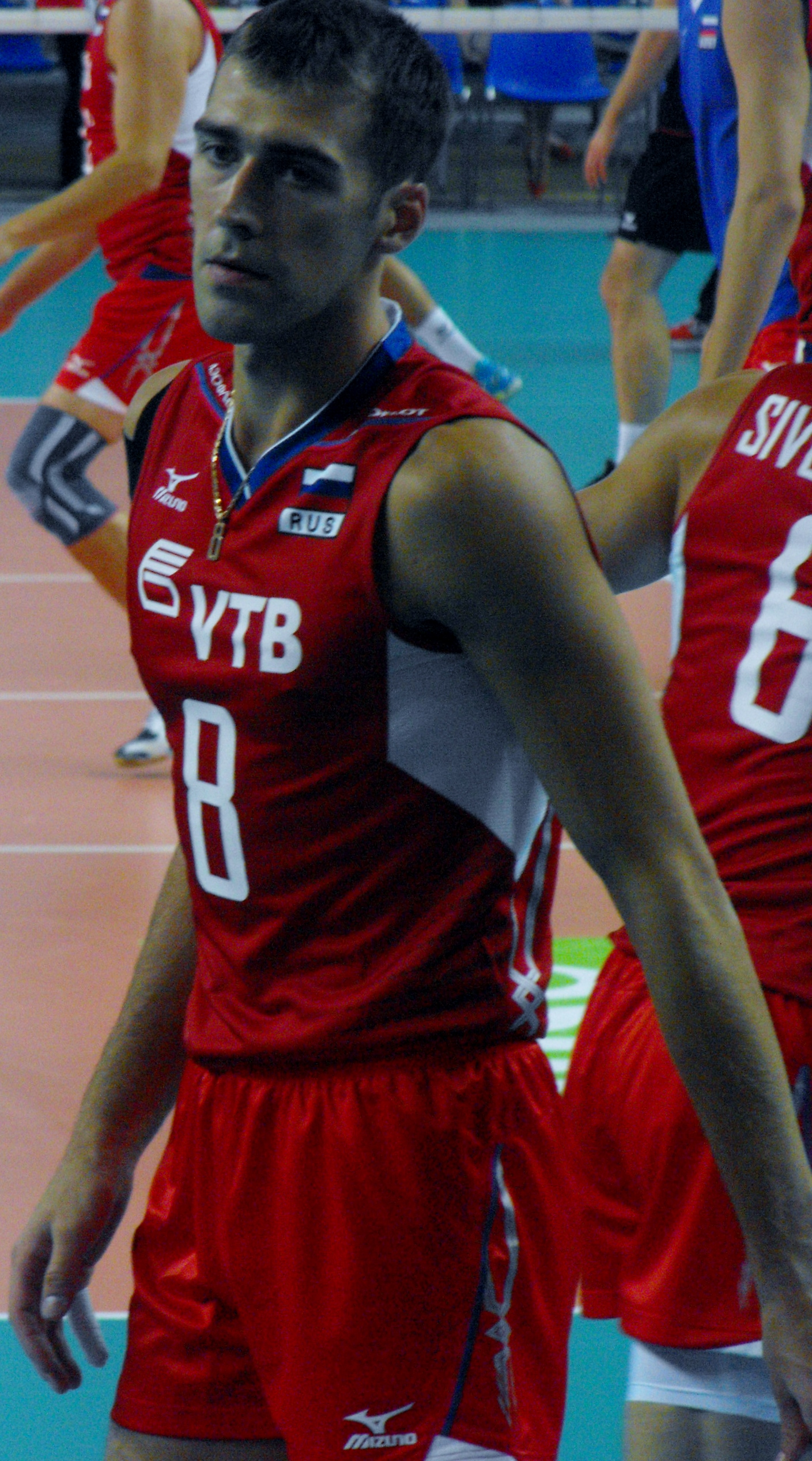
در سال ۲۰۱۳

دنیس بیریُکوف (انگلیسی: Denis Biryukov زاده ۸ دسامبر ۱۹۸۸ در بلگورود) بازیکن والیبال اهل روسیه، عضو تیم ملی روسیه و باشگاه دینامو مسکو است.
او در لیگ جهانی ۲۰۱۱ یکی از بهترین های تورنمنت بود و با روسیه به قهرمانی رسید.